# 小行星9827
小行星9827（英語：9827）是一颗围绕太阳公转的小行星。1958年10月8日，洛厄尔天文台近地小行星搜寻计划在弗拉格斯塔夫发现了此天体。
这颗小行星的绝对星等为162.57600355896等。